# Л’Аллемань, Зигмунд (художник)
Зигмунд Л’Аллемань (нем. Siegmund L’Allemand, * 8 марта 1840 г. Вена; † 24 декабря 1910 г. Вена) — австрийский художник, мастер батальной, портретной, жанровой и исторической живописи.

## Жизнь и творчество
Родился в семье гравёра Таддеуса Л’Аллеманя, происходившего из старинного семейства гравёров и художников; художником был и родной дядя Загмунда, Фриц Л’Аллемань. Первые уроки живописи юноша также получил в мастерской своего дяди. В дальнейшем учился в венской Академии изящных искусств, в классах таких мастеров, как Христиан Рубен и Карл фон Блаас. Уже в годы обучения Зигмунд предпочитало тематически писать исторические и военные полотна. Начиная с 1864 года Л’Аллемань является членом венского союза художников (т. н. «Künstlerhaus Wien»). В 1864 и в 1866 годах он в качестве военного художника сопровождает австрийскую армию сперва в Австро-прусско-датской войне, а затем в её походе в Италию, во время третьей там освободительной войны с Австрийской монархией. Позднее завершил работы над неоконченными полотнами своего дяди и первого учителя Фрица Л’Аллеманя.
Начиная с 1883 года Зигмунд Л’Аллемань преподаёт живопись как профессор венской Академии изящных искусств. В октябре 1907 года состоял в комиссии по приёму студентов в Академию, отклонивших прошение о поступлении Адольфа Гитлера.
Художник был неоднократно награждён различными призами и медалями за своё творчество, в том числе на Всемирной выставке в Париже в 1867 году, а также премией Рейхеля в 18766 и медалью Карла-Людвига в 1879 году. Работы художника выставлялись от Австро-Венгрии также на Всемирной парижской выставке 1878 года.

## Галерея

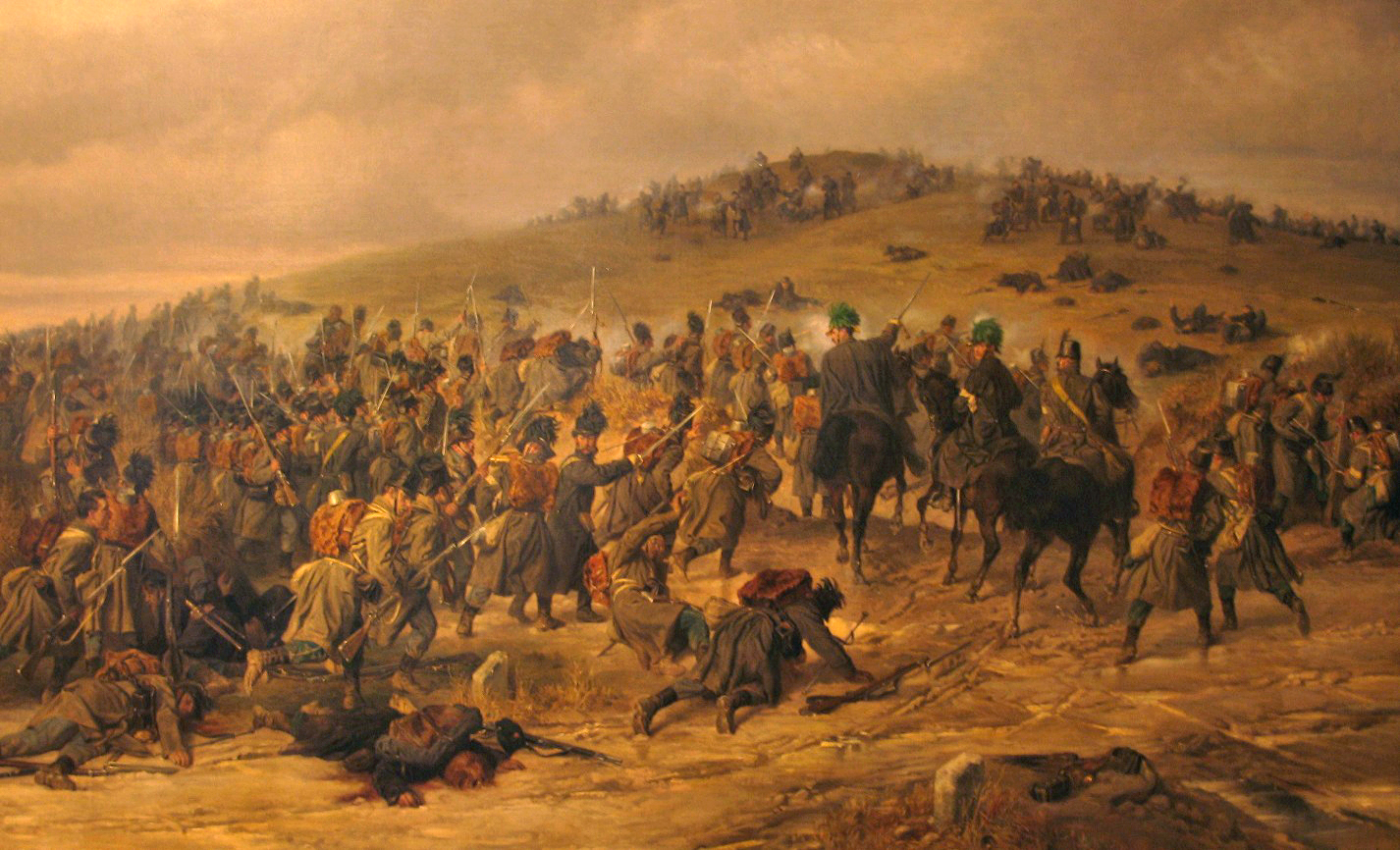
Атака неа Кёнигсберг-Оберзелк 18-м егерским батальоном 3-го февраля 1864 года
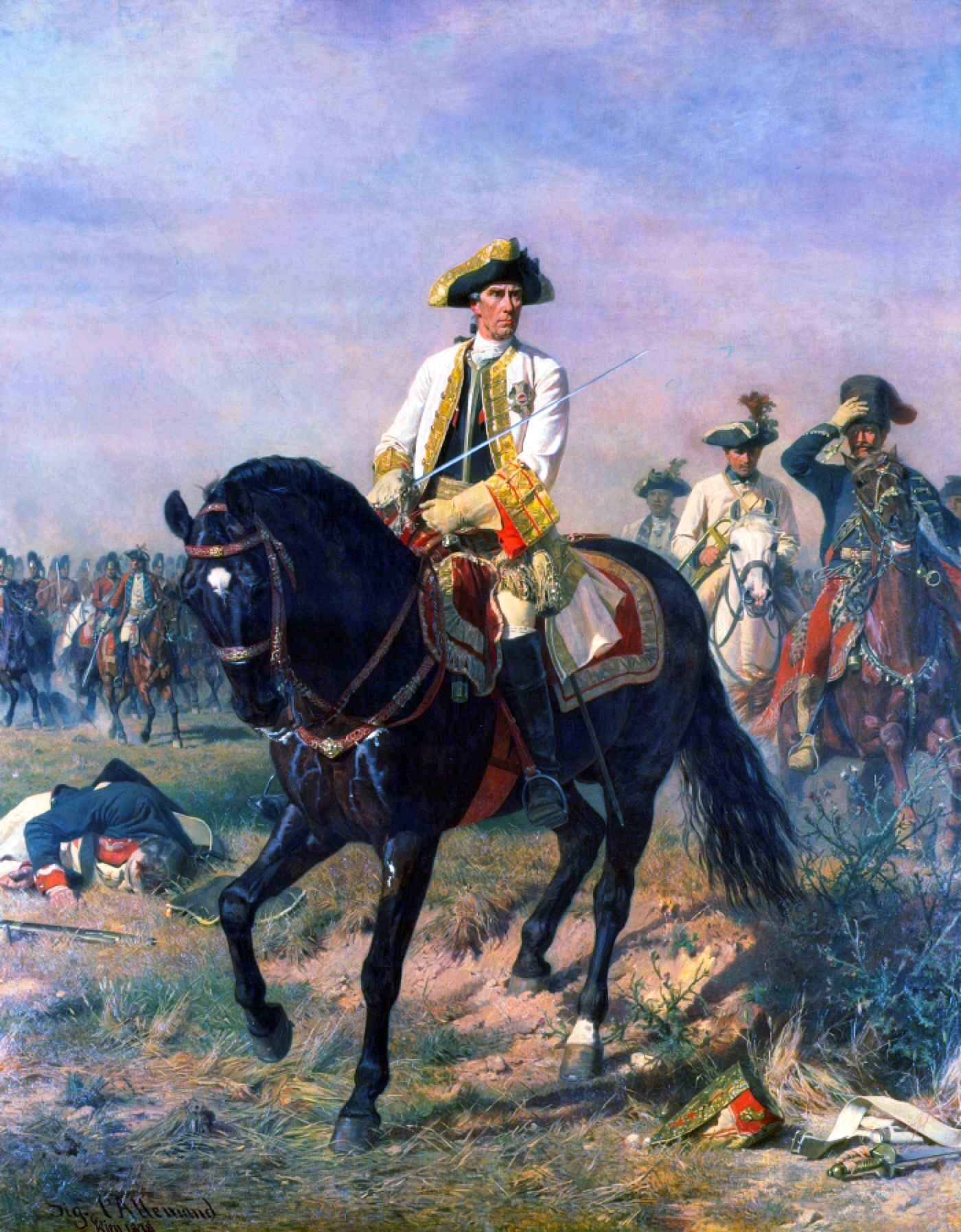
Гидеон фон Лаудон на поле битвы при Кунерсдорфе
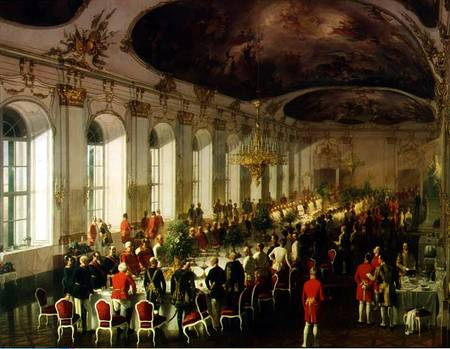
Празднование столетнего юбилея Военного ордена Марии Терезии
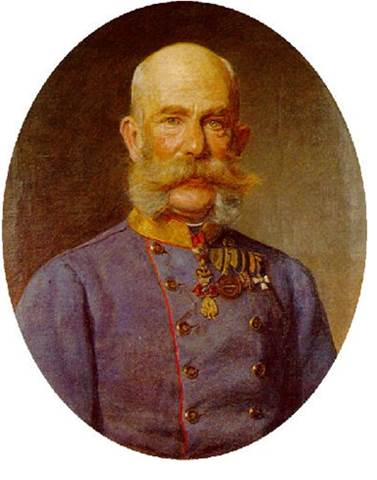
Портрет императора Франца-Иосифа в маршальской форме (1891)
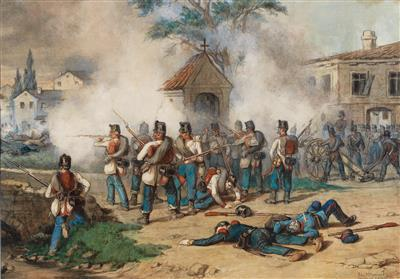
Одно из сражений в Итальянской войне
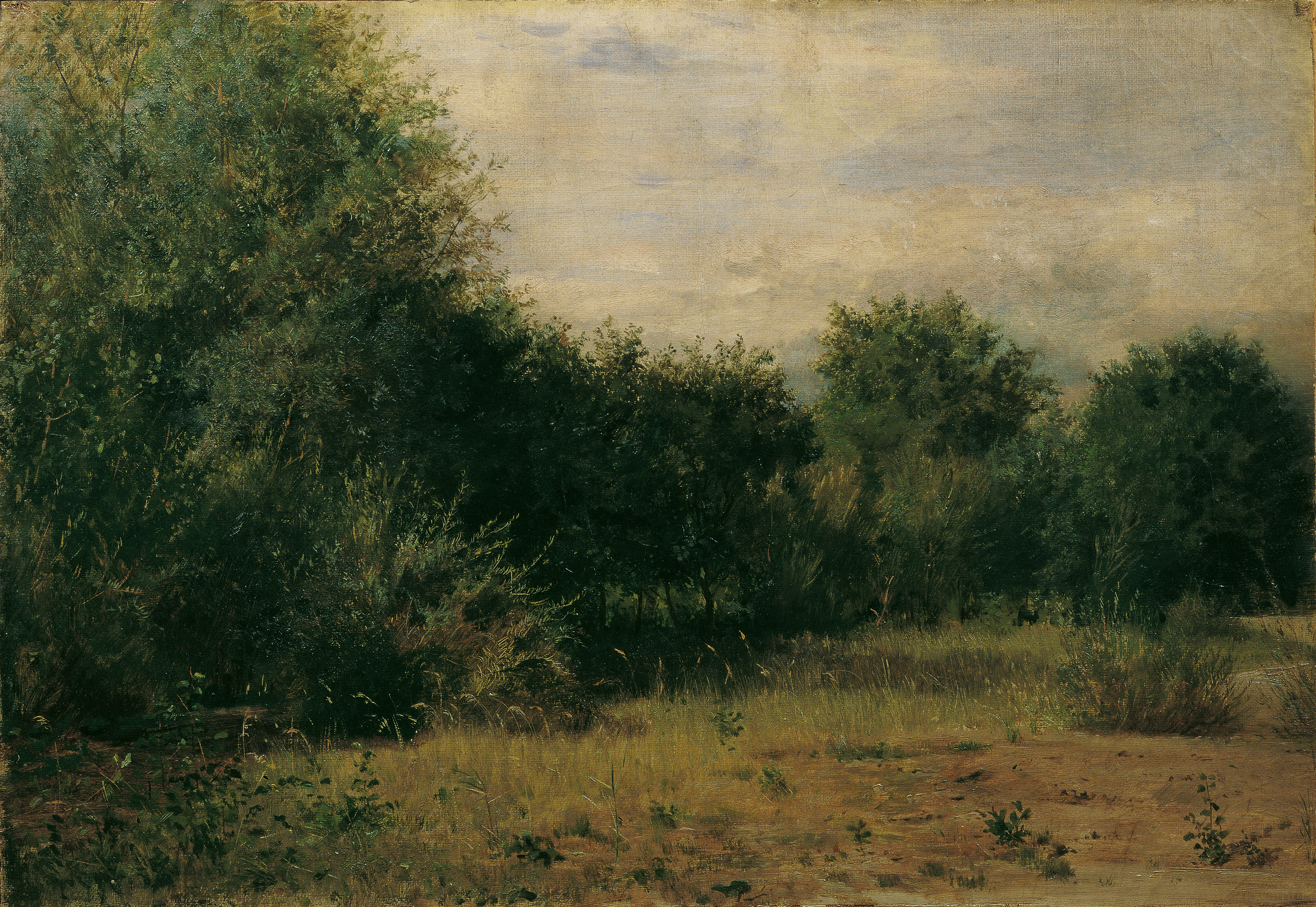
Летний пейзаж